# Triclema rufoplagata
Triclema rufoplagata är en fjärilsart som beskrevs av George Thomas Bethune-Baker 1910. Triclema rufoplagata ingår i släktet Triclema och familjen juvelvingar. Inga underarter finns listade i Catalogue of Life.